# Angelino Dulcert

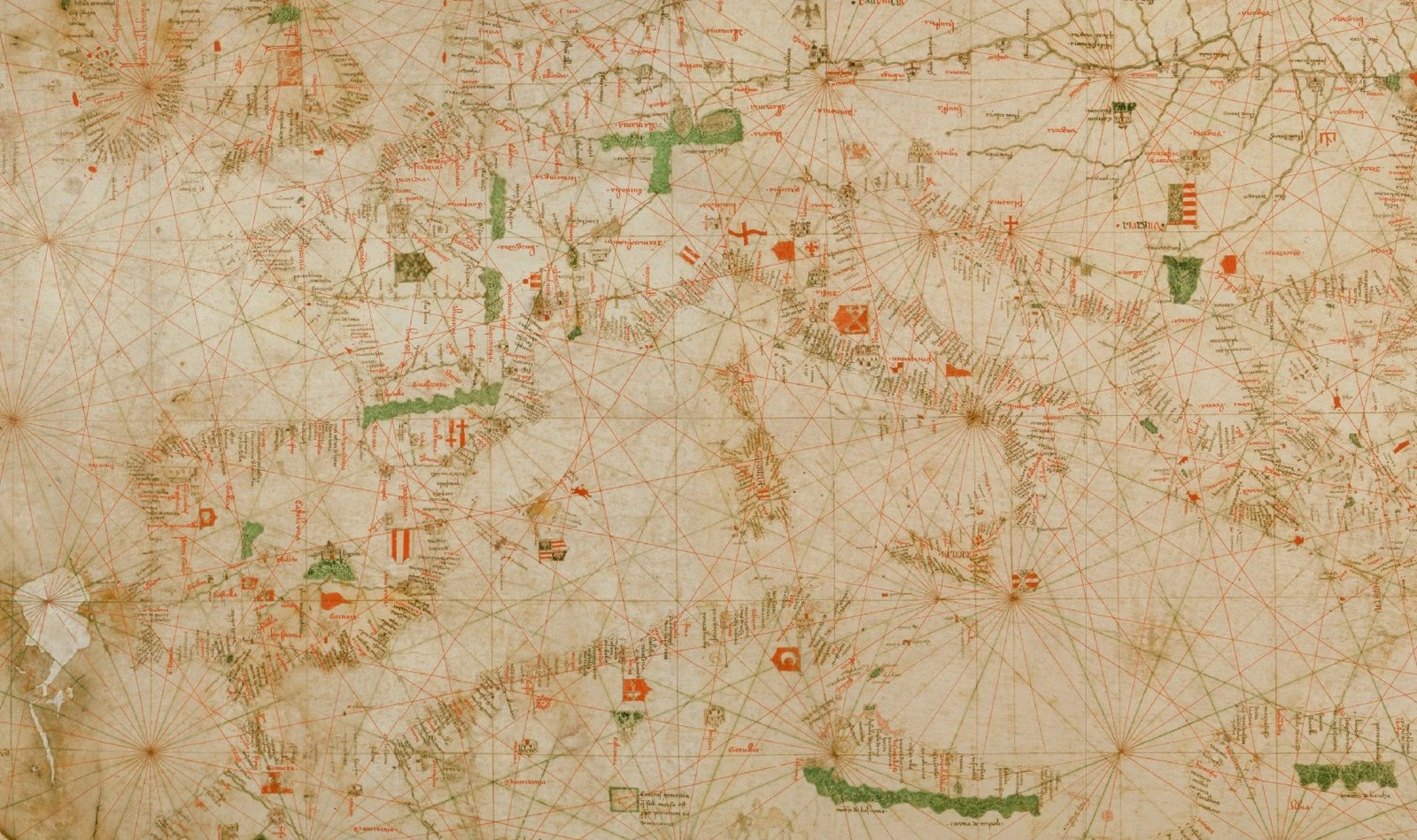
Die Dalorto-Karte von 1325/1330 (Ausschnitt)

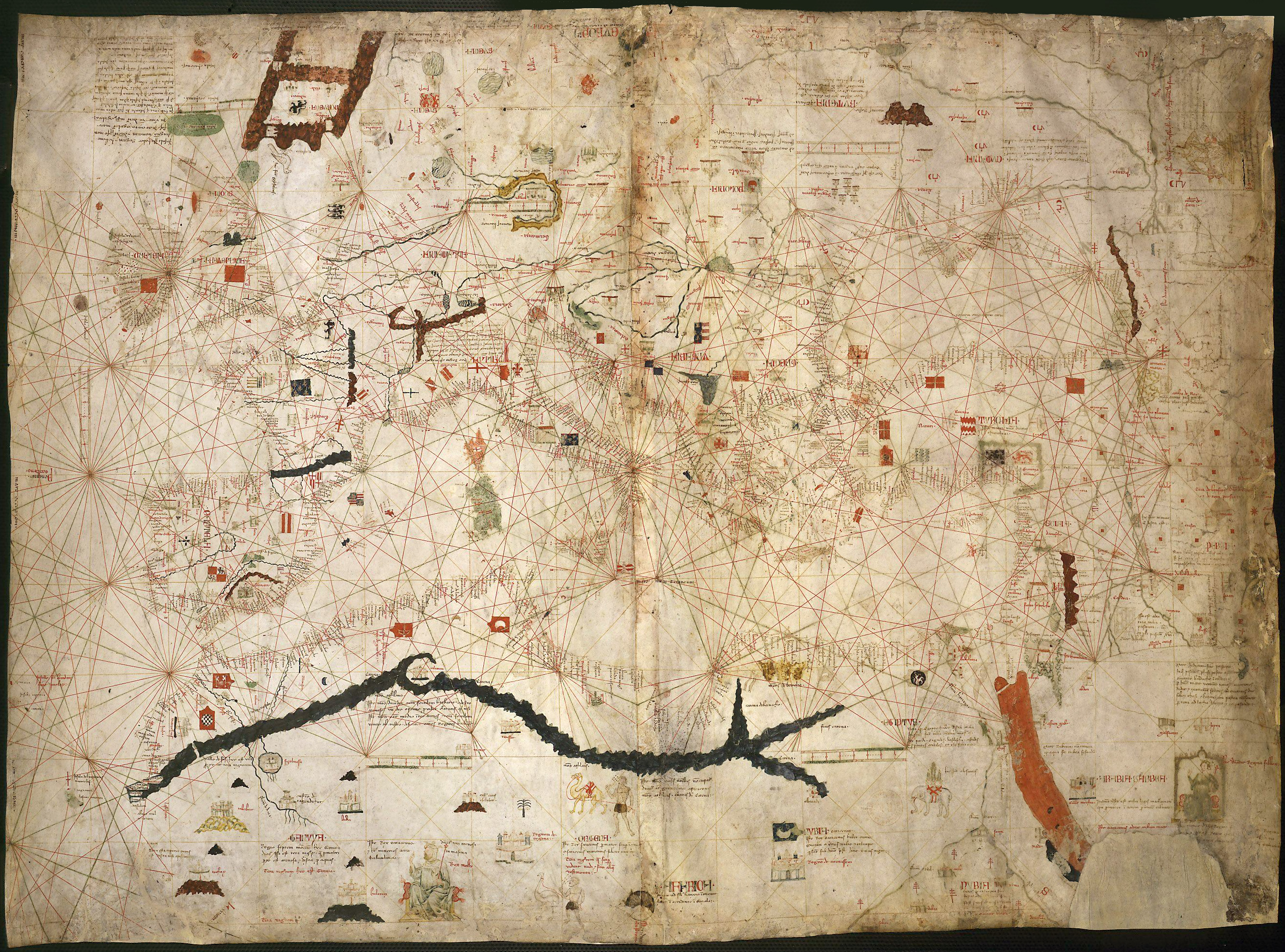
Die Dulcert-Karte von 1339

Angelino Dulcert (vor 1339), wahrscheinlich identisch mit Angelino Dalorto (vor 1320), war ein Kartograf aus Mallorca, der als Schöpfer zweier Portolankarten bekannt wurde.

## Portolankarten
Die Beschreibung und die Legende beider Karten ist auf Lateinisch verfasst und unterscheidet sich dadurch von den Portolankarten aus Genua oder Venedig. Die beiden Karten bilden inhaltlich und stilistisch eine Grundlage des Katalanischen Weltatlas von 1375.

### Die Dalorto-Karte (1325/1330)
Die erste Karte wurde unter dem Namen Dalorto bekannt. Die Signatur wird traditionell gelesen als Hoc opus fecit Angelinus de Dalorto ano dñi MCCCXXV de mense martii composuit hoc. Entsprechend wurde die Karte auf 1325 datiert.
Nach anderer Lesart lautet der Name in der Signatur jedoch Dulceto und die Jahreszahl MCCCXXX. Nach dieser Lesart ist die Karte auf 1330 zu datieren. Nach der Lesart Dulceto wäre sie eine „Dulceto-Karte“.

### Die Dulcert-Karte (1339)
Die Karte von 1339, unter dem Namen Dulcert bekannt geworden, ist die erste, die in Palma erstellt wurde. Sie zeigt als erste Karte die Insel Lanzarote, die zu den Kanarischen Inseln gehört. Der Name der Insel bezieht sich auf deren Entdecker, den Genueser Navigator Lancelotto Malocello. Die Insel ist in der Karte mit der Flagge Genuas gekennzeichnet, einem roten Kreuz auf weißem Grund.